# Port lotniczy Tunoszna
Port lotniczy Jarosław-Tunoszna (IATA: IAR, ICAO: UUDL) – port lotniczy w Jarosławiu w Rosji.
Jest położony przy drodze A113, 17 km na południowy wschód od Jarosławia, nad rzeką Wołga, na wysokości 93 m n.p.m.

## Kierunki lotów i linie lotnicze
| Linia lotnicza | Kierunek                             |
| -------------- | ------------------------------------ |
| AZIMUT         | 1. Mineralne Wody 2. Samara 3. Soczi |
| RusLine        | 1. Sankt Petersburg                  |
| UVT Aero       | 1. Kazań 2. Perm 3. Ufa              |

## Wypadki
- Katastrofa lotu Jak Sierwis 9633